# Тукіта (Ахвахський район)
Тукіта (рос. Тукита) — село Ахвахського району, Дагестану Росії. Входить до складу муніципального утворення Сільрада Село Тукіта.
Населення — 753 (2015).

## Населення
За даними перепису населення 2002 року в селі мешкало 674 особи. В тому числі 307 (45,55 %) чоловіків та 367 (54,45 %) жінок.
Переважна більшість мешканців — аварці (100 % від усіх мешканців). У селі переважає каратинська мова.